# 土佐秋月賞
土佐秋月賞（とさしゅうげつしょう）は、高知県競馬組合が高知競馬場で施行する地方競馬の重賞競走である。正式名称は「高知ケーブルテレビ協賛 土佐秋月賞」高知ケーブルテレビが優勝杯を提供している。

## 概要
2012年に土佐春花賞（翌年3月開催）と同時に新設された、毎年11月に行われている3歳馬による重賞競走。年間5つ行われる3歳重賞の最後を飾る。

### 条件・賞金等（2023年）
出走条件
サラブレッド系3歳、高知所属。
負担重量
定量で、56kg、牝馬2kg減。
賞金額
1着800万円、2着280万円、3着160万円、4着120万円、5着80万円、6着以下40万円。

## 歴代優勝馬
| 回数   | 施行日         | 距離  | 優勝馬             | 性齢 | 所属 | タイム | 優勝騎手   | 管理調教師 | 馬主               |
| ------ | -------------- | ----- | ------------------ | ---- | ---- | ------ | ---------- | ---------- | ------------------ |
| 第1回  | 2012年11月17日 | 1600m | ケイズイーグル     | 牡3  | 高知 | 1:45.1 | 倉兼育康   | 松木啓助   | 蕭敬意             |
| 第2回  | 2013年11月17日 | 1600m | コパノエクスプレス | 牡3  | 高知 | 1:47.7 | 赤岡修次   | 田中守     | 小林祥晃           |
| 第3回  | 2014年11月24日 | 1600m | ニシノマリーナ     | 牝3  | 高知 | 1:47.8 | 上田将司   | 田中譲二   | 西森鶴             |
| 第4回  | 2015年11月23日 | 1600m | ブルージャスティス | 牝3  | 高知 | 1:45.1 | 宮川実     | 打越勇児   | 西森三智代         |
| 第5回  | 2016年11月20日 | 1600m | ディアマルコ       | 牝3  | 高知 | 1:43.9 | 佐原秀泰   | 那俄性哲也 | （有）アシスタント |
| 第6回  | 2017年11月26日 | 1600m | カレンラヴニール   | 牡3  | 高知 | 1:44.6 | 倉兼育康   | 細川忠義   | 酒井孝敏           |
| 第7回  | 2018年11月25日 | 1600m | ウイントラゲット   | 牡3  | 高知 | 1:46.4 | 永森大智   | 雑賀正光   | 小橋亮太           |
| 第8回  | 2019年11月17日 | 1600m | モズヘラクレス     | 牡3  | 高知 | 1:49.3 | 吉原寛人   | 田中守     | 須田靖之           |
| 第9回  | 2020年11月15日 | 1600m | ペイシャワイルド   | 牝3  | 高知 | 1:46.2 | 郷間勇太   | 田中譲二   | 西森功             |
| 第10回 | 2021年11月14日 | 1600m | ハルノインパクト   | 牡3  | 高知 | 1:46.4 | 西川敏弘   | 宮路洋一   | 深瀬歩             |
| 第11回 | 2022年11月20日 | 1600m | ナナコロビヤオキ   | 牡3  | 高知 | 1:46.0 | 倉兼育康   | 細川忠義   | 上岡和男           |
| 第12回 | 2023年11月19日 | 1600m | ユメノホノオ       | 牡3  | 高知 | 1:43.6 | 石川倭     | 田中守     | 須田靖之           |
| 第13回 | 2024年11月3日  | 1600m | シンメデージー     | 牡3  | 高知 | 1:44.6 | 妹尾浩一朗 | 打越勇児   | 楠昌史             |

### 各回競走結果の出典
- 土佐秋月賞　歴代優勝馬（地方競馬全国協会）

## 参考資料
- 《高知競馬ニュースリリース 2008.7.19 》